# چهارده معصوم

تصویری از اسامی چهارده معصوم

در اسلام، چهارده معصوم چهارده شخصیت هستند که از سوی شیعیان دوازده‌امامی دور از اشتباه و گناه یا معصوم (دارای عصمت) در نظر گرفته می‌شوند. این چهارده نفر عبارتند از محمد، دخترش فاطمه زهرا و دوازده امام. به‌گفتهٔ حامد الگار، صفت عصمت برای امامان در اوایل نیمهٔ اول سدهٔ دوم هجری پدیدار شد و خیلی سریع به پیامبران نیز تعمیم یافت. شیخ صدوق (د. ۳۸۱ ه‍.ق)، شیخ مفید (د. ۴۱۳ ه‍.ق) و شریف مرتضی (د. ۴۳۶ ه‍.ق) به‌طور پی‌درپی، عصمت محمد و امامان را به‌شکلی فزاینده‌تر تعریف کردند، تا اینکه این نظریه برای مستثنی کردن این افراد از هر گناهی یا خطایی چه پیش و چه پس از تصدی منصب‌شان به‌وجود آمد. در مورد فاطمه زهرا، عصمت او از پیوند میان نَبُوَّت و امامت — دو نهادی که به عصمت شناخته می‌شوند — و نیز ارتباطش با امامان و صفات آنان در روایات بی‌شمار ناشی می‌شود. او را گاهی به‌عنوان «مَجمَعُ النّورَیْن» می‌نامند. شیعیان امامیه عصمت چهارده معصوم را از آیهٔ تطهیر و آیهٔ ۱۲۴ سورهٔ بقره برداشت کرده‌اند. ممکن است تصور شود که تعداد چهارده معصوم، گذشته‌نگر و پس از غیبت امام دوازدهم بوده است، و بدیهی است که مدتی فاصله میان درگذشت امام یازدهم، حسن عسکری در ۲۶۰ ه‍.ق/۸۷۳ م، و ظهور اجماعی مبنی بر تکمیل خطِّ امامت با غیبت فرزند خردسالش، امام دوازدهم، وجود داشت. بااین‌حال، این موارد پیشتر در احادیث شیعه وجود داشتند که فقط از دوازده امام سخن می‌گفتند، به‌گونه‌ای‌که تبلور اعتقاد در یک سلسلهٔ دوازده‌تایی چندان مشکل‌ساز نبود.
از نظر شیعیان امامیه، عصمت پیامبر، علی بن ابی‌طالب، حسن مجتبی و حسین بن علی و نُه نفر از فرزندان حسین که نام‌شان برده نشده است، در روایتی منتسب به پیامبر آمده است. در روایتی دیگر، که پیامبر خطاب به سلمان فارسی دارد، این نُه نفر به‌روشنی یاد شده‌اند و فاطمه زهرا نیز نام برده شده است. در همین روایت آمده است که پیامبر، فاطمه زهرا و دوازده امام، «پیش از خلقت» از نور آفریده شده‌اند. تفسیر آیهٔ نور در رابطه با این سرچشمهٔ نوری چهارده معصوم است. درواقع، تقریباً هر مرجع قرآنی به نور، اشاره به آنان دارد. به‌گفتهٔ جعفر صادق، خلقت چهارده معصوم از نور، تا چهارده‌هزار سال مقدّم بر همهٔ موجودات دیگر بود. در روایات دیگر آمده است که چهارده معصوم از «طینَتی عِلّیّین»، «طینتی سفید»، «طینتی از جوهرهٔ زیر عرش» و «طینتی عرشی» خلق شده‌اند.
توالی چهارده معصوم بر روی زمین، بازتاب عهدی در نظر گرفته می‌شود که در اَزَل در پاسخ به پرسش الهی بستند که «آیا من سَرورِ شما نیستم؟»؛ و خطِّ نسلیِ پیوند میان آنان، به‌عنوان نشانه‌ای قابل مشاهده از منشأ مشترک آنان به‌عنوان یک عنصر نورانی تلقی می‌شود. حتی نطفه‌های به‌وجودآورندهٔ آنان از سرچشمه‌ای آسمانی بودند. با توجه به اینکه محمدباقر مجلسی لازم دید اعتقاد به تَفویضِ وظیفهٔ خلقت به چهارده معصوم را نفی کند، نتیجه گرفته می‌شود که ظاهراً این تمایل وجود داشته است. بااین‌حال گفته می‌شود که چهارده معصوم، شاهد خلقت بوده‌اند؛ و حدیثی منسوب به محمد باقر، امام پنجم، بیان می‌کند: «ما امامان یا چهارده معصوم وسیله (سبب) برای خلقت هستیم.» میان دانشمندان شیعه توافقی کلی وجود دارد که همهٔ چهارده معصوم بر دیگر آفریدگان حتّی پیامبران اولوالعزم برتری دارند.
کارکردهای کیهانی چهارده معصوم توسط عرفان عصر صفوی بسیار تبیین شده است. ملاصدرا (د. ۱۰۵۰ ه‍.ق) چهارده معصوم را در کیهان‌شناسی ابن سینا یکپارچه کرد که آنان را قادر می‌سازد تا جایگزین عقلِ فَعّال به‌عنوان علل وجودی حیات شوند. قاضی سعید قمی (د. ۱۱۰۳ ه‍.ق) آنان را به‌عنوان «بَشَرُ الْعَوالی» برگزید که تا اَبَد در پیرامون عرش در قالبِ شخصیت ذاتی‌شان گرد آمده‌اند. می‌توان گفت که هانری کوربن، هر دو را منعکس کرده و این سنت صفوی را — با فراخوانی مکرّرش از «پلرومای چهارده معصوم» که تجلّیات الهی در هر سطح از هستی نمایان می‌شوند — ادامه داده است. چهارده معصوم همگی در سطحی از تقوا هستند که نعمات الهی به‌واسطهٔ آنان درخواست می‌شود و به‌طور کلی به‌عنوان زیارات جامعه شناخته می‌شوند. رؤیاها و الهام‌های چهارده معصوم در زندگی‌نامه‌های شیعه گاهی دیده می‌شود. به‌ویژه شاید خوابی که توسط حیدر آملی دیده شد که در آسمان و بر فراز بغداد، نام‌های چهارده معصوم در جدولی شعله‌ور با حروف آتشین و بر روی دایره‌هایی لاجوردی در پیرامون یک مربع مرتب شده‌اند. لازم است ذکر شود که چهارده معصوم با ترتیب خاصی از سوی بَکتاشیّه مورد ستایش قرار می‌گیرند، بدین‌ترتیب که گروهی دوم متشکل از چهارده نفر را — که شامل فرزندان مختلف امامان است — می‌افزایند تا مجموع عددی را به بیست و هشت تن برسانند.

## شجره‌نامه
|  |  |  |  | محمد          |               |               |               |               |               |  |  |                            |                |                |                |                |                |  |  |  |  |  |  |  |  |  |  |  |  |  |  |
|  |  |  |  |               |               |               |               |               |               |  |  |                            |                |                |                |                |                |  |  |  |  |  |  |  |  |  |  |  |  |  |  |
|  |  |  |  | فاطمه زهرا    | فاطمه زهرا    | فاطمه زهرا    | فاطمه زهرا    | فاطمه زهرا    | فاطمه زهرا    |  |  | امام اول: علی              | امام اول: علی  | امام اول: علی  | امام اول: علی  | امام اول: علی  | امام اول: علی  |  |  |  |  |  |  |  |  |  |  |  |  |  |  |
|  |  |  |  | فاطمه زهرا    | فاطمه زهرا    | فاطمه زهرا    | فاطمه زهرا    | فاطمه زهرا    | فاطمه زهرا    |  |  | امام اول: علی              | امام اول: علی  | امام اول: علی  | امام اول: علی  | امام اول: علی  | امام اول: علی  |  |  |  |  |  |  |  |  |  |  |  |  |  |  |
|  |  |  |  |               |               |               |               |               |               |  |  |                            |                |                |                |                |                |  |  |  |  |  |  |  |  |  |  |  |  |  |  |
|  |  |  |  |               |               |               |               |               |               |  |  |                            |                |                |                |                |                |  |  |  |  |  |  |  |  |  |  |  |  |  |  |
|  |  |  |  | امام دوم: حسن | امام دوم: حسن | امام دوم: حسن | امام دوم: حسن | امام دوم: حسن | امام دوم: حسن |  |  | امام سوم: حسین             | امام سوم: حسین | امام سوم: حسین | امام سوم: حسین | امام سوم: حسین | امام سوم: حسین |  |  |  |  |  |  |  |  |  |  |  |  |  |  |
|  |  |  |  | امام دوم: حسن | امام دوم: حسن | امام دوم: حسن | امام دوم: حسن | امام دوم: حسن | امام دوم: حسن |  |  | امام سوم: حسین             | امام سوم: حسین | امام سوم: حسین | امام سوم: حسین | امام سوم: حسین | امام سوم: حسین |  |  |  |  |  |  |  |  |  |  |  |  |  |  |
|  |  |  |  |               |               |               |               |               |               |  |  | امام چهارم: سجاد           |                |                |                |                |                |  |  |  |  |  |  |  |  |  |  |  |  |  |  |
|  |  |  |  |               |               |               |               |               |               |  |  |                            |                |                |                |                |                |  |  |  |  |  |  |  |  |  |  |  |  |  |  |
|  |  |  |  |               |               |               |               |               |               |  |  | امام پنجم: محمد باقر       |                |                |                |                |                |  |  |  |  |  |  |  |  |  |  |  |  |  |  |
|  |  |  |  |               |               |               |               |               |               |  |  |                            |                |                |                |                |                |  |  |  |  |  |  |  |  |  |  |  |  |  |  |
|  |  |  |  |               |               |               |               |               |               |  |  | امام ششم: جعفر صادق        |                |                |                |                |                |  |  |  |  |  |  |  |  |  |  |  |  |  |  |
|  |  |  |  |               |               |               |               |               |               |  |  |                            |                |                |                |                |                |  |  |  |  |  |  |  |  |  |  |  |  |  |  |
|  |  |  |  |               |               |               |               |               |               |  |  | امام هفتم: موسی کاظم       |                |                |                |                |                |  |  |  |  |  |  |  |  |  |  |  |  |  |  |
|  |  |  |  |               |               |               |               |               |               |  |  |                            |                |                |                |                |                |  |  |  |  |  |  |  |  |  |  |  |  |  |  |
|  |  |  |  |               |               |               |               |               |               |  |  | امام هشتم: رضا             |                |                |                |                |                |  |  |  |  |  |  |  |  |  |  |  |  |  |  |
|  |  |  |  |               |               |               |               |               |               |  |  |                            |                |                |                |                |                |  |  |  |  |  |  |  |  |  |  |  |  |  |  |
|  |  |  |  |               |               |               |               |               |               |  |  | امام نهم: محمد تقی         |                |                |                |                |                |  |  |  |  |  |  |  |  |  |  |  |  |  |  |
|  |  |  |  |               |               |               |               |               |               |  |  |                            |                |                |                |                |                |  |  |  |  |  |  |  |  |  |  |  |  |  |  |
|  |  |  |  |               |               |               |               |               |               |  |  | امام دهم: هادی             |                |                |                |                |                |  |  |  |  |  |  |  |  |  |  |  |  |  |  |
|  |  |  |  |               |               |               |               |               |               |  |  |                            |                |                |                |                |                |  |  |  |  |  |  |  |  |  |  |  |  |  |  |
|  |  |  |  |               |               |               |               |               |               |  |  | امام یازدهم: حسن عسکری     |                |                |                |                |                |  |  |  |  |  |  |  |  |  |  |  |  |  |  |
|  |  |  |  |               |               |               |               |               |               |  |  |                            |                |                |                |                |                |  |  |  |  |  |  |  |  |  |  |  |  |  |  |
|  |  |  |  |               |               |               |               |               |               |  |  | امام دوازدهم: حجت بن الحسن |                |                |                |                |                |  |  |  |  |  |  |  |  |  |  |  |  |  |  |

## فهرست
| شماره | تصویر خطاطی | نام کاملکنیه                   | عنوان | طول عمر ه‍. قم                                                  | اهمیت | زادگاه              | علت و محل درگذشتو محل به خاک‌سپاری |
| ----- | ----------- | ------------------------------ | --- | ------------------------------------------------------------- | --- | ------------------- | --- |
| ۱     |             | مُحَمَّد بنِ عَبدُالله ابوالقاسم      | - رسول‌الله (فرستادهٔ خدا) - المصطفی (برگزیده)                                                                                              | ۵۳ (پیش از هجرت) – ۱۱ (پس از هجرت) ۵۷۰–۶۳۲ (۶۱ سال)           | بنیان‌گذار و پیامبرِ اسلام و به‌اعتقاد مسلمانان، آخرین پیامبر در سلسلهٔ پیامبران الهی و تحویل‌دهندهٔ کتابِ قرآن و تجدیدکنندهٔ آیین اصلی و تحریف‌نشدهٔ یکتاپرستیِ (دین حنیف) است. او همچنین به‌عنوانِ یک سیاست‌مدار، رئیس دولت، بازرگان، نظریه‌پرداز دینی، خطیب، قانون‌گذار، اصلاح‌گر، فرماندهِ جنگی، و برای مسلمانان و پیروان برخی مذاهب، مأمورِ تعلیمِ فرمان‌های الله یا همان خدای مسلمانان به‌شمار می‌رود.                                                                     | مکه، حِجاز           | به دلیل بیماری درگذشت.مدینه، عربستان سعودی |
| ۲     |             | علی بن ابی‌طالب اَبُوالْحَسَن        | - امیرالمؤمنین (پیشوای مؤمنان) - ٱلْمُرْتَضَیٰ (دوست‌داشته‌شده) - ٱلْوَصِیّ (جانشین و یاری‌دهندهٔ پیامبر در انجام دستورهای خداوند) - ٱلْوَلِیّ (صاحب ولایت) | ۲۳ (پیش از هجرت) – ۴۰ (پس از هجرت) ۶۰۰–۶۶۱ (۶۱ سال)           | پسرعمو و داماد محمد. شیعیان او را جانشینِ راستینِ پیامبر، و اهل سنت او را خلیفهٔ چهارم می‌دانند. او تقریباً در همهٔ طریقت‌های تصوف جایگاه والایی دارد و اعضای این طریقت‌ها ارتباط‌شان با محمد را از طریق او به‌دست می‌آورند. | مکه، حجاز           | توسط ابن ملجم مرادی، از خوارج، در کوفه ترور شد. ابن ملجم وی را با شمشیری زهرآلود در هنگام نماز، مورد ضربت قرار داد. مدفون در حرم علی بن ابی‌طالب در نجف، عراق. |
| ۳     |             | فاطمه اُمِّ‌اَبیها                  | - الزّهراء (درخشنده) - سَیِّدَةُ نِساءِ الْعالَمین (سَروَرِ زنانِ جهان)                                                                                 | ۱۷ یا ۷ (قبل از هجرت)–۱۱ (پس از هجرت) ۶۰۵ یا ۶۱۵–۶۳۲ (۱۷ سال) | دختر محمّد و خدیجه، همسر علی بن ابی‌طالب، و مادر حسن بن علی و حسین بن علی است. او کوچک‌ترین دختر محمّد و تنها فرزندش بود که از خود فرزندانی باقی گذاشت، که به «سید» یا «شریف» مشهورند. وی از شخصیت‌های بسیار محترم نزد همه مسلمانان به‌ویژه شیعیان است. منابع اهل سنت شخصیت فاطمه را همچون بانویی پرهیزکار و باایمان می‌نمایند. وی در نزد شیعیان دوازده‌امامی دارای مقامات ویژهٔ معنوی مانند طهارت و عصمت است. همچنین وی از اهل بیت محمّد و یکی از پنج تن آل عباست. | مکه، حِجاز           | بنابر اعتقاد شیعیان، سقط جنین فاطمه در اثر صدمات و جراحات وارده در حین رویداد خانهٔ فاطمه اتفاق افتاد و منجر به شکستگی پهلو فاطمه زهرا شد. منابع اهل سنت آورده‌اند که درگذشت او در آرامش بود. او خودش را با کمک همسرش شستشو می‌دهد و در آرامش به استقبال مرگ می‌رود. دربارهٔ تاریخ درگذشت فاطمه زهرا تاریخ‌نویسان قول‌های مختلفی نقل کرده‌اند. به‌نوشتهٔ ولیری فاطمه شش ماه پس از درگذشت پدرش از دنیا رفت. برخی منابع سی یا سی و پنج روز پس از درگذشت محمّد گفته‌اند. برخی دیگر چهل و پنج روز یا هفتاد و پنج روز از آن تاریخ ذکر کرده‌اند؛ و دیگر منابع قول نود و پنج روز را نقل کرده‌اند. مقبرهٔ فاطمه در فهرست مکان‌هایی است که دربارهٔ آن اختلاف‌نظر وجود دارد اما محتمل است که فاطمه «فِی الْحُجْره» (در خانه‌اش) دفن شده‌باشد. |
| ۴     |             | حسن مجتبی ابومحمد              | اَلْمُجتَبیٰ (برگزیده) | ۳–۵۰ ۶۲۴–۶۷۰ (۴۷ سال)                                         | او بزرگ‌ترین نوهٔ زندهٔ محمد، از طریق دخترش فاطمه زهرا بود. حسن در کوفه، به‌عنوان خلیفه جانشین پدرش شد و براساس پیمان صلح با معاویة بن ابی‌سفیان، پس از تنها هفت ماه خلافت، کنترل بر عراق را واگذار کرد. | مدینه، حکومتِ محمد   | به‌باور شیعه توسط همسرش و به‌دستور معاویه مسموم شد. مدفون در بقیع، مدینه، عربستان سعودی. |
| ۵     |             | حسین بن علی ابوعَبدِالله         | سَیِّدُالشُّهَداء (سَرورِ شهیدان) | ۴–۶۱ ۶۲۶–۶۸۰ (۵۷ سال)                                         | او نوهٔ محمد و برادر حسن مجتبی بود. حسین اعتبار خلافتِ یزید را زیر سؤال برد. نتیجتاً او و خانواده‌اش در نبرد کربلا توسط لشکریانِ یزید کشته شدند. پس از این واقعه، سوگواری محرم مراسمی کلیدی در هویت شیعیان شد. | مدینه، حکومتِ محمد   | کشته و سربریده‌شده در نبرد کربلا. مدفون در حرم حسین بن علی در کربلا، عراق. |
| ۶     |             | علی بن الحسین ابومحمد          | سَجّاد، زَیْنُ‌الْعابِدین (کسی که دائماً سجده می‌کند، زینتِ عبادت‌کنندگان)                                                                            | ۳۸–۹۵ ۶۵۸/۹ – ۷۱۲ (۵۷ سال)                                    | نویسندهٔ ادعیهٔ صَحیفهٔ سَجّادیه، که به‌عنوان «زبور آل محمد» مشهور است. | مدینه، خلافت راشدین | بنابر نظر بیشتر علمای شیعه، او به‌دستور وَلید بن عَبدُالْمَلِک در مدینه مسموم شد. مدفون در بقیع، مدینه، عربستان سعودی. |
| ۷     |             | محمد بن علی ابوجعفر            | باقِرُالْعُلوم (شکافندهٔ دانش‌ها) | ۵۷–۱۱۴ ۶۷۷–۷۳۲ (۵۷ سال)                                       | منابعِ سنی و شیعه هردو او را از اولین و برجسته‌ترین فقها توصیف می‌کنند، که در دوره‌اش شاگردان بسیاری تربیت شده‌اند. | مدینه، خلافت اموی   | بنابر قول برخی از علمای شیعه، او به‌وسیلهٔ ابراهیم بن ولید در مدینه به‌دستور هشام بن عبدالملک مسموم شد. مدفون در بقیع، مدینه، عربستان سعودی. |
| ۸     |             | جعفر بن محمد ابوعبدالله        | اَلصّادِق (راستگو) | ۸۳–۱۴۸ ۷۰۲–۷۶۵ (۶۵ سال)                                       | فقه جعفری را تأسیس کرد و کلام شیعه را توسعه داد. او علمای بسیاری را در زمینه‌های گوناگون تربیت کرد. | مدینه، خلافت اموی   | بنابر قول منابع شیعه، او در مدینه به‌دستور ابوجعفر عبدالله منصور مسموم شد. مدفون در بقیع، مدینه، عربستان سعودی. |
| ۹     |             | موسی بن جعفر ابوالحسن اوّل      | اَلْکاظِم (آرام) | ۱۲۸–۱۸۳ ۷۴۴–۷۹۹ (۵۵ سال)                                      | رهبر جمعیت شیعی در دورهٔ انشعابِ اسماعیلیان و دیگر شاخه‌ها، پس از درگذشت جعفر صادق. او شبکه‌ای از وکلا را ایجاد کرد که خُمس را از جمعیت‌های شیعی در خاورمیانه و خراسان جمع‌آوری می‌کردند. | مدینه، خلافت اموی   | وی در بغداد به‌دستور هارون‌الرشید زندانی و مسموم شد.مدفون در حرم کاظمین در بغداد، عراق. |
| ۱۰    |             | علی بن موسی ابوالحسن ثانی      | اَلرِّضا (پسندیده) | ۱۴۸–۲۰۳ ۷۶۵–۸۱۷ (۵۵ سال)                                      | ولیعهدِ مأمون شد، به‌خاطر مباحثاتش با علمای مسلمان و غیرمسلمان معروف است. | مدینه، خلافت عباسی  | بنابر منابع شیعی، او در طوس (مشهد امروزی) به‌دستور مأمون مسموم شد. مدفون در حرم علی بن موسیَ الرِّضا در مشهد، ایران. |
| ۱۱    |             | محمد بن علی ابوجعفر            | اَلْجَواد، اَلتَّقی (سخاوتمند، پرهیزکار) | ۱۹۵–۲۲۰ ۸۱۰–۸۳۵ (۲۵ سال)                                      | در مواجه با خلافت عباسیان به سخاوتمندی و پرهیزکاری مشهور بود. | مدینه، خلافت عباسی  | بنابر منابع شیعی، مسمومیت توسط همسر (دختر مأمون) در عراق، به‌دستور ابواسحاق محمد مُعْتَصَم. مدفون در حرم کاظمین در بغداد، عراق. |
| ۱۲    |             | علی بن محمد ابوالحسن ثالث      | اَلْهادی، اَلنَّقی (راهنما، پیراسته) | ۲۱۲–۲۵۴ ۸۲۷–۸۶۸ (۴۲ سال)                                      | شبکهٔ وکلا را در جامعهٔ شیعه تقویت کرد. او وکلا را با سفارش‌ها و آموزش‌هایی می‌فرستاد و درعوض، سهم امام از خمس و وجوهات شرعی را دریافت می‌کرد. | مدینه، خلافت عباسی  | مسمومیت به‌دستور ابوعبدالله محمد مُعْتَزّ در سامرا. مدفون در حرم عسکریین در سامرا، عراق. |
| ۱۳    |             | حسن عسکری الحسن بن علی ابومحمد | اَلْعَسکَری (ساکن پادگان نظامی) | ۲۳۲–۲۶۰ ۸۴۶–۸۷۴ (۲۸ سال)                                      | پس از درگذشت پدرش، مُعتَمِد عباسی محدودیت‌هایی برای او در بیشتر دوران زندگی‌اش اعمال کرد. شیعیان به‌خاطر جمعیت و قدرت فزاینده‌شان به‌شدت سرکوب می‌شدند. | مدینه، خلافت عباسی  | مسمومیت به‌دستور ابوعباس محمد معتمد در سامرا. مدفون در حرم عسکریین در سامرا، عراق. |
| ۱۴    |             | حجت بن الحسن ابوالْقاسم         | اَلْمَهدی، اَلْحُجَّة، اَلْاِمامُ الْغائِب (نشانه، ملاک و معیار)                                                                                        | ۲۵۵–اکنون ۸۶۸–اکنون (۱٬۱۵۵ سال، ۹ ماه و ۶ روز)                | مطابق اعتقادات شیعیان دوازده امامی، صوفیان و مسلمانان سنی، او یک شخصیت تاریخی واقعی است. | سامرا، خلافت عباسی  | بنابر اعتقادات شیعه (مهدویت) او از سال ۲۶۰ ه‍.ق زنده است و در غیبت به‌سرمی‌برد و این غیبت تا زمانی که خدا بخواهد ادامه دارد. |